# Peru himnusza
A Marcha nacional Peru nemzeti himnusza. A himnusz 1821-ben lett hivatalos. A szöveget José de la Torre Ugarte (1786 - 1831) írta, zenéjét José Bernardo Alcedo (1788 - 1878) szerezte.

## Története
Miután Peru kikiáltotta függetlenségét, José de San Martín kihirdetett egy pályázatot Peru himnuszának megírására, amelyet 1821. augusztus 7-én tettek közzé a Gaceta Ministerialban.
A felhívásnak eleget téve a költők és zeneszerzők beadták műveiket, így hét zenemű versenyzett a megtisztelő címért. Amint a meghallgatás során az utolsó költemény is elhangzott, José de San Martín felugrott helyéről és izgatottan fordult az utolsó mű szerzőjéhez, José Bernardo Alcedóhoz: "Kétségkívül ez Peru himnusza!" A másnap aláírt rendelet ezt meg is erősítette.
A himnuszt hivatalosan először 1821. szeptember 23-án játszották a Limai Színházban. A csodás hangú Rosa Merino énekelte el első alkalommal José de la Torre Ugarte megzenésített versét. Hatalmas sikernek örvendett a mű.
1901-ben egy másik reformkezdeményezés is napvilágot látott. Eduardo López de Romana perui elnök úgy vélte, hogy az előzőleg elfogadott himnusz szövege nem teljesen semleges Spanyolországgal szemben, ezért szükség van egy újra. Az új nyertes José Santos Chocano volt, aki belefoglalta a himnusz szövegébe Simón Bolívart és José de San Martínt.
Ez a verzió nem volt hosszú életű, a közvélemény ugyanis nagyon hevesen tiltakozott Chocano himnusza ellen.
1959-ben Raúl Porras Barreneche felvetette, hogy cseréljék le az első versszakot egy általa írtra, de ez végül nem történt meg.
1980-ig még több kísérletet tettek a versszakok cseréjére, de a változtatások nem örvendtek nagy sikernek.
2005 júniusában az alkotmánybíróság úgy határozott, hogy az első versszak valójában egy népdal, és nem de la Torre Ugarte költeménye, de hagyományos okokból benne hagyták a himnuszban.

## Szövege
Refrén
Somos libres
seámoslo siempre, seámoslo siempre
y antes niegue sus luces
sus luces , sus luces el Sol!
Que faltemos al voto solemne
que la patria al Eterno elevó,
Que faltemos al voto solemne
que la patria al Eterno elevó.
Que faltemos al voto soleme
que la patria al Eterno elevo.
I
Largo tiempo el peruano oprimido
la ominosa cadena arrastró
condenado a una cruel servidumbre
largo tiempo, largo tiempo,
largo tiempo en silencio gimió.
Mas apenas el grito sagrado
¡Libertad! en sus costas se oyó
la indolencia del esclavo sacude
la humillada, la humillada,
la humillada cerviz levantó,
la humillada cerviz levantó, cerviz levantó...
Refrén
II
Y al estruendo de broncas cadenas
que escuchamos tres siglos de horror,
de los libres al grito sagrado
que oyó atónito el mundo, cesó.
Por doquier San Martín inflamado,
libertad, libertad, pronunció,
y meciendo su base los Andes
la anunciaron, también, a una voz.
III
Con su influjo los pueblos despiertan
y cual rayo corrió la opinión;
desde el istmo a las tierras del fuego,
desde el fuego a la helada región.
Todos juran romper el enlace
que Natura a ambos mundos negó,
y quebrar ese cetro que España
reclinaba orgullosa en los dos.
IV
Lima cumple ese voto solemne,
y, severa, su enojo mostró,
al tirano impotente lanzando,
que intentaba alargar su opresión.
A su esfuerzo saltaron los grillos
y los surcos que en sí reparó,
le atizaron el odio y venganza
que heredara de su Inca y Señor.
V
Compatriotas, no más verla esclava.
Si humillada tres siglos gimió,
para siempre jurémosla libre,
manteniendo su propio esplendor.
Nuestros brazos, hasta hoy desarmados
estén siempre cebando el cañón,
que algún día las playas de Iberia
sentirán de su estruendo el terror.
VI
Excitemos los celos de España
pues presiente con mengua y furor
que en concurso de grandes naciones
nuestra patria entrará en parangón.
En la lista que de éstas se forme
llenaremos primero el reglón
que el tirano ambicioso Iberino,
que la América toda asoló.
VII
En su cima los Andes sostengan
la bandera o pendón bicolor,
que a los siglos anuncie el esfuerzo
que ser libres, que ser libres
que ser libres por siempre nos dio.
A su sombra vivamos tranquilos,
y al nacer por sus cumbres el sol,
renovemos el gran juramento
que rendimos, que renidimos
que rendimos al Dios de Jacob,
que rendimos al Dios de Jacob, al Dios del Jacob...
Refrén